# Izajasz I (ormiański patriarcha Jerozolimy)
Izajasz I (ur. ?, zm. ?) – w latach 1133–1152 13. ormiański Patriarcha Jerozolimy.